# 塞勒姆·哈吉里
塞勒姆·哈吉里（阿拉伯語：سالم الهاجري；1996年4月10日—），是一名卡塔尔足球运动员，司职中场。现效力于卡塔尔星级足球联赛萨德体育俱乐部，同时也代表卡塔尔国家足球队。

## 荣誉

### 俱乐部
萨德
- 卡塔尔星级足球联赛冠军：2018–19、2020–21、2021–22
- 卡塔爾酋長盃冠军：2014、2015、2017、2020
- 卡塔尔杯冠军：2017、2021冠军、2018亚军
- 卡塔爾星盃冠军：2010、2019/20赛季
- 卡塔爾謝赫賈西姆盃冠军：2017、2019、2021

### 国家队
卡塔尔
- 亚足联亚洲杯冠军：2019